# Среднее (Ступинский район)
Среднее — село на окраине города Ступино в Московской области.

## География
Среднее находится на юго-востоке Ступина в 3 километрах от левого берега Оки. В селе останавливаются рейсовые автобусы по маршрутам из Ступино в Крутышки, Городище, Кременье и Суково, проходит железная дорога (платформа Белопесоцкий Павелецкого направления Московско-Курского отделения МЖД).

## История
Среднее было основано в XVI веке. Несмотря на частые набеги татар и разорения в период Смутного времени, к середине XVII века Среднее было уже полноценным селом с действующей деревянной церковью великомученика Димитрия Солунского. До конца XVIII века Среднее относилось к Белопесоцкой волости Серпуховского уезда Московской губернии. После расформирования монастырской волости указом Павла I и до её восстановления после Отечественной войны 1812 года Среднее было приписано к Екиматовской казённой волости. К западу от села проходил Каширский торговый тракт из Москвы, по данным переписи населения 1862 года село состояло из 62 дворов, в которых проживало 165 мужчин и 179 женщин. Функционировали православная церковь, земское училище.
В 1920-х годах до образования Ступинского района Среднее с 330 жителями входило в Каширский уезд.
Сегодня Среднее большей частью застроено коттеджами и дачными участками. Имеется кладбище, сохранилась церковь XIX века.

### Достопримечательности
Церковь Тихвинской иконы Божией Матери является одной из двух, совершавших богослужения в Ступинском районе в годы советской власти. Построена она была в 1819—1821 годах тщаниями образцовского помещика В. Г. Карпова и московского купца М. Ф. Бобкова. Изначально холодная двухпридельная (в честь Тихвинской иконы и великомученика Димитрия Солунского), в 1862 году церковь была расширена. В новой тёплой трапезной был освящён третий придел во имя преподобного Сергия Радонежского. До октябрьского переворота 1917 года при храме существовала богадельня, к приходу были приписаны одна церковно-приходская и две земские школы. После революции, несмотря на расстрелы служивших в храме священников, закрыт он был лишь на короткий срок и избежал разрушений.